# Демчан Степан Захарович
Степа́н Заха́рович Демча́н (1918, Раковець, Волинська губернія — невідомо)  — український державний діяч. Депутат Верховної Ради УРСР першого скликання (1940–1947).

## Біографія
Народився 1918 року в родині українського селянина-бідняка в селі Раковець, нині Збаразький район, Тернопільська область, Україна. Після смерті батьків 1926 року батракував у селах Тернопільщини. Освіта — чотири класи сільської школи. З 1934 року працював у Збаражі в механічній майстерні.
1940 року був обраний  депутатом Верховної Ради УРСР першого скликання по Збаразькому виборчому округу № 372 Тарнопільської області.
З листопада 1940 року — в Червоній армії, у травні 1941 року закінчив Ленінградську полкову школу.
Кандидат у члени ВКП(б) — з листопада 1940 року.
З 22 червня 1941 року — у діючій армії, брав участь у боях за Луцьк, Дубно, Київ. У вересні 1941 року потрапив у оточення біля Києва, був контужений. На окупованій території з березня 1942 до березня 1944 року — у партизанських загонах імені Сталіна, Чапаївському загоні, Чернігівському партизанському з'єднанні Олексія Федорова.
Станом на березень 1945 року — начальник земельного відділу міста Збаража.
Помер і похований у Збаражі[джерело?].